# Miles Mercury
Майлз Меркюрі («Меркурій», англ. Miles Mercury) — британський одномоторний чотиримісний літак розробки компанії Miles Aircraft, який являв собою покращену і дешевшу версію Miles Monarch. Літак створювався для ролі літаків зв'язку, але серійно не виготовлявся через завантаженість заводів виробництвом інших літаків.

## Історія

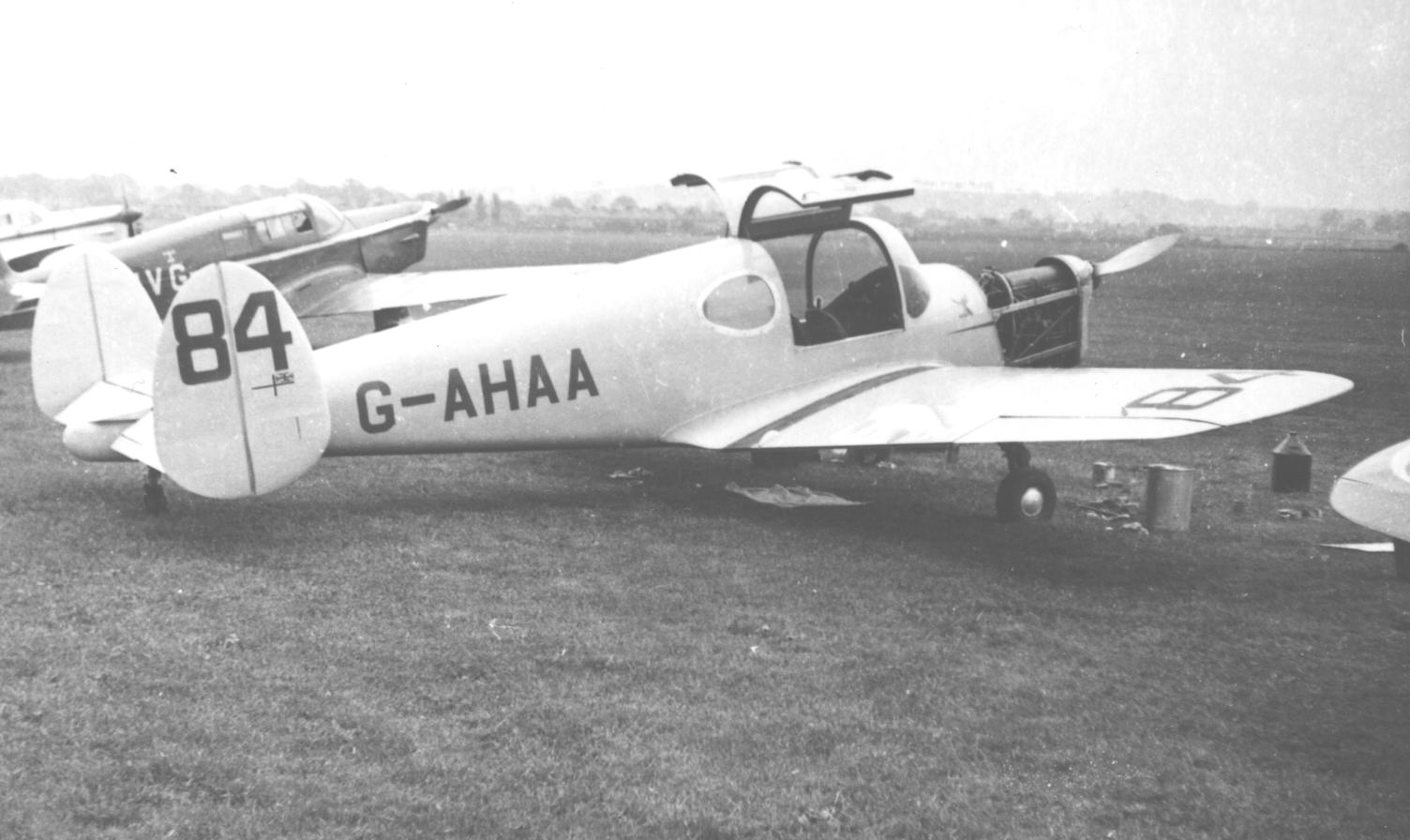
Шостий екземпляр Mercury в травні 1951. Пізніше він буде проданий Данії.

Проєкт літака на заміну Miles Monarch і Miles Whitney Straight для використання в цивільному секторі під позначенням M.28 почались ще в 1939, але через початок війни проєкт відклали. Проте в 1941 році, з появою нових специфікацій від міністерства авіації на літаки зв'язку і навчальні літаки проєкт відновили.
Команда дизайнерів під керівництвом Рея Бурнона і Джорджа Майлза розробляла стандартний для компанії суцільно-дерев'яний літак, проте на відміну від своїх попередників M.28 використовував незвичні для навчальних і цивільних літаків технології — висувне шасі і закрилки по всій довжині крила. Літак обладнувався пропелером з сталим кроком і кабіною на чотири місця в два ряди. Передбачалось що M.28 мав мати максимальну швидкість 257 км/год, дальність польоту 805 км, і витрачати 4,5 літри пального на 32 км.
Джордж Майлз особисто вперше підняв в повітря M.28 оснащений двигуном de Havilland Gipsy Major (130 к.с.) 11 липня 1941 року. Літак мав гарну керованість, але через малу довжину крил швидкість звалювання теж була малою. Це могло бути і перевагою, оскільки довжина приземлення була мала.
Загалом було побудовано шість літаків M.28, який отримав попереднє військове позначення «Меркюрі» (англ. Mercury). Вони відрізнялись двигунами: другий екземпляр мав Gipsy Major IIA (140 к.с.), третій, п'ятий і шостий — Blackburn Cirrus Major III (150 к.с.), а четвертий — Gipsy Major IIA (145 к.с.). Літаки виготовлялись в 1941, 1942, 1943, 1944, 1946 і 1947 відповідно.
Mercury N.3 був побудований на замовлення міністерства авіації на навчальний літак з потрійним керуванням, що дозволяло брати на борт двох учнів на передніх місцях при наявності одного інструктора позаду.

## Тактико-технічні характеристики
Дані з Consice Guide to British Aircraft of World War II

### Технічні характеристики
- Екіпаж: 1 особа
- Пасажиромісткість: 3 особи
- Довжина: 7,32 м
- Висота: 2,54 м
- Розмах крила: 9,35 м
- Площа крила: 15,05 м²
- Маса порожнього: 752 кг
- Максимальна злітна маса: 1134 кг
- Двигун: Blackburn Cirrus Major III
- Потужність: 150 к. с. (112 кВт.)

### Льотні характеристики
- Максимальна швидкість: 256 км/год
- Крейсерська швидкість: 245 км/год
- Дальність польоту: 657 км